# Конкольнікі (ґміна)
Ґміна Конкольнікі — сільська гміна в Рогатинському повіті Станіславського воєводства Другої Речі Посполитої та у Крайсгауптманшафті Бережани Дистрикту Галичина Третього Райху. Адміністративним центром гміни було містечко Конкольнікі (Кукільники).
Об’єднану сільську ґміну Конкольнікі (рівнозначну волості) було утворено 1 серпня 1934 р. у межах адміністративної реформи в II Речі Посполитій із суміжних тогочасних сільських ґмін (самоврядних громад): 
Библо, Дитятин, Заґуже Конколницкє (Загір'я-Кукільницьке), Конкольнікі (Кукільники), Подшумляньце (Підшумлянці), Скоморохи Старе (Старі Скоморохи), Слобода Конкольніцка (Слобода Кукільницька), Хохонюв (Хохонів), Яблонув (Яблунів). 
Площа ґміни — 84,61 км².

Кількість житлових будинків — 1 827.

Кількість мешканців — 9 045.
Національний склад населення ґміни Конкольнікі на 01.01.1939:
| село                 | населення | українці-грекокатолики | українці-латинники | євреї  | поляки  | польські колоністи |
| -------------------- | --------- | ---------------------- | ------------------ | ------ | ------- | ------------------ |
| Библо                | 730       | 290                    |                    | 20     | 420     |                    |
| Дитятин              | 1210      | 875                    | 260                | 15     | 60      |                    |
| Загір’я-Кукільницьке | 1070      | 390                    | 640                | 10     | 30      |                    |
| Кукільники           | 820       | 520                    | 220                | 20     | 60      |                    |
| Підшумлянці          | 950       | 550                    |                    | 15     | 385     |                    |
| Скоморохи Старі      | 1210      | 730                    | 290                | 5      | 105     | 80                 |
| Слобода Кукільницька | 1250      |                        |                    | 30     | 1220    |                    |
| Хохонів              | 1250      | 1015                   | 200                | 5      | 30      |                    |
| Яблунів              | 1370      | 1240                   | 110                | 10     | 10      |                    |
| Загалом              | 9860      | 5610                   | 1720               | 130    | 2320    | 80                 |
| Відсотки             | 100 %     | 56,9 %                 | 17,44 %            | 1,32 % | 23,53 % | 0,81 %             |

17 січня 1940 р. ґміна була ліквідована, а територія увійшла до новоствореного Бурштинського району.
Гміна (волость) була відновлена на час німецької окупації з липня 1941 р. до липня 1944 р., однак зі складу ґміни до гміни Болшовце передано Кукільники, Слободу Кукільницьку і Яблунів, натомість зі гміни Болшовце включено Жалибори і Нові Скоморохи, тому адміністративний центр перенесли в село Старі Скоморохи з відповідною зміною назви гміни.
На 1.03.1943 населення ґміни становило 10 975 осіб..